# کاترینا والنتینو
کاترینا والنتینو (متولد ۱۹۷۶ در کاراکاس، ونزوئلا) روزنامه‌نگار، مجری تلویزیون، گوینده، نویسنده، بازیگر، مدل و تاجر ونزوئلایی-ایتالیایی است. او یکی از شناخته شده‌ترین و مهم‌ترین چهره‌های ونزوئلا است و جوایز بسیاری را برای کارهای حرفه ای خود دریافت کرده است. والنتینو در محله کاراکاس کاتیا بزرگ شد. او در رشته مهندسی کامپیوتر در دانشگاه متروپولیتن تحصیل کرد که آن را رها کرد و خود را وقف روزنامه‌نگاری کرد. او در سال ۲۰۰۰ از دانشگاه کاتولیک آندرس بلو فارغ‌التحصیل شد.